# Верви
Ве́рви — заплавне озеро в лівобережній заплаві річки Дніпро в межах Черкаського району Черкаської області України.
Озеро розташоване на південь від села Сушки, серед соснових лісів.
Водойма має вузьку і видовжену з півночі на південь форму з декількома вигинами. Довжина становить 1,8 км, а ширина всього 30 м.

Стікає на північ до річки Горіхівки, і далі у Дніпро.